# Gawain

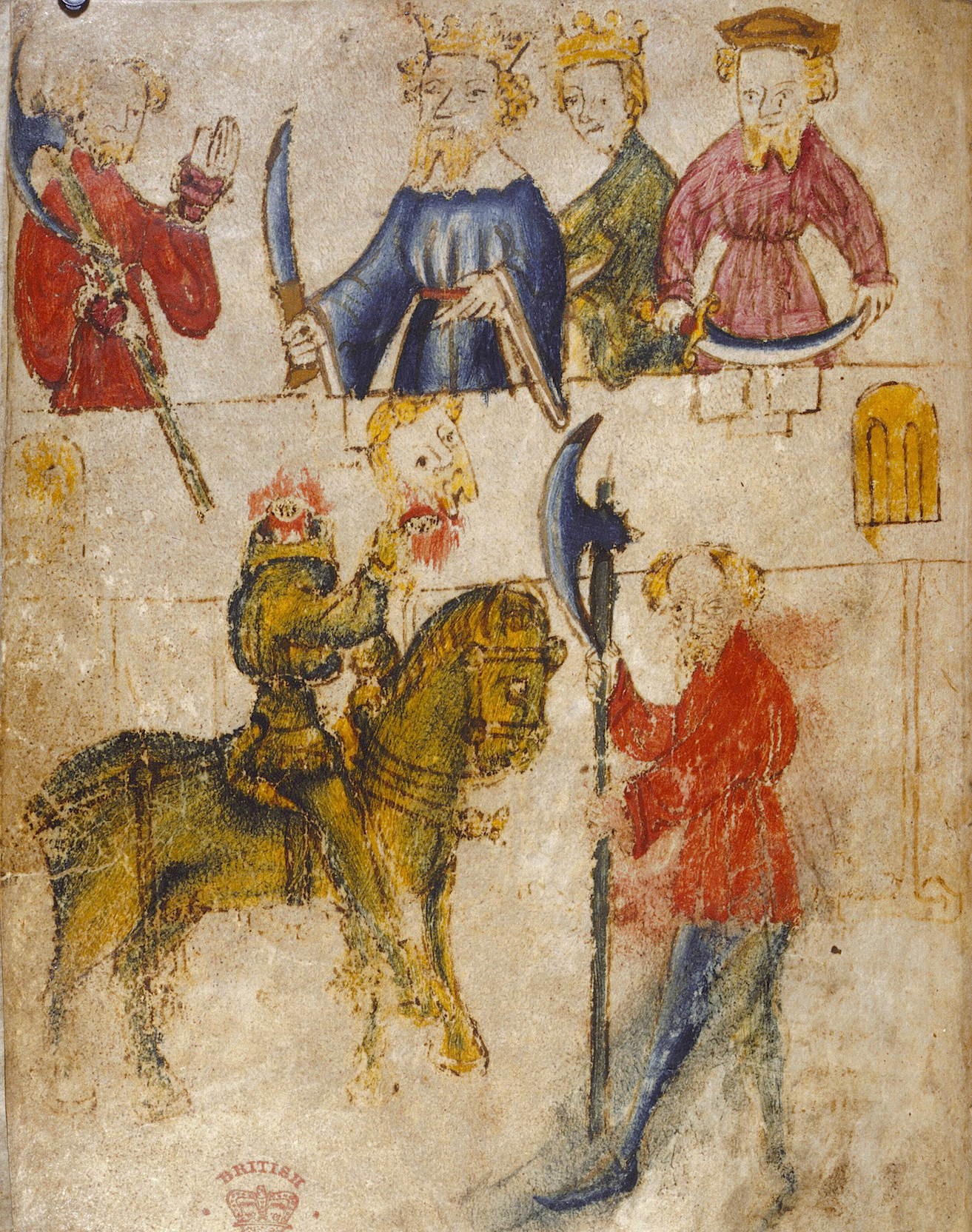
Gawain i Zielony Rycerz

Sir Gawain (nazywany również: Gwalchmei, Gawan, Gavein, Gauvain lub Walewein) – jeden z bohaterów Legendy Arturiańskiej, rycerz Okrągłego Stołu i wierny towarzysz króla Artura.
Gawain w legendach arturiańskich jest siostrzeńcem Króla Artura (synem Morgause i Lota, króla Orkadów i Lothian – późniejszego wroga Artura). Jego braćmi byli: Agravain, Gaheris, Gareth i Mordred. W niektórych opowieściach Gawain miał również siostry. Sam często jest przedstawiany jako wspaniały rycerz, oddany swojemu królowi i rodzinie. Jest przyjacielem młodych rycerzy, obrońcą biednych i ulubieńcem dam. W niektórych opowieściach jego siły rosną razem ze wschodem słońca, osiągając swój szczyt w samo południe. Gawain znał się na ziołach i to uczyniło z niego sławnego uzdrowiciela.
Miał przynajmniej troje dzieci: Florence, Lovell i Gingalain, znanego również jako Libeaus Desconus lub Le Bel Inconnu (Piękny Nieznajomy). Sir Lancelot zabił w walce wszystkich braci Gawaina po tym, gdy odkryli jego romans z królową Ginewrą. Gawain, szukając zemsty, wyzwał Lancelota na pojedynek i zginął w wyniku odniesionych ran.